# 賀涇
賀涇（1515年—？），字汝明，號少龍，江西吉安府廬陵縣人，民籍，明朝政治人物。

## 生平
江西鄉試第六名舉人。嘉靖二十六年（1547年）中式丁未科會試第二百九十名，登第三甲第一百三十七名進士。禮部觀政，授福建建安知县，三十一年正月选授南京兵科給事中，嘉靖三十四年（1556年）任浙江溫州府知府。贬福建按察司知事，歷升惠州府推官、广州府同知、广东南韶道佥事、湖广右参议、广西按察司副使。

## 家族
曾祖賀道亨；祖父賀嵩；父賀鈞，知縣。母劉氏。兄贺沂（知县）；弟贺渭（监生）。
子贺一槐（府庠生）；贺一模（北鸿胪寺序班，顺天府知事）。